# Equilíbrio europeu de poder
O equilíbrio de poder na Europa é um princípio das relações internacionais segundo o qual nenhum poder único deve ser autorizado a alcançar hegemonia sobre uma parte substancial da Europa. Durante grande parte da Idade Moderna, esse equilíbrio foi alcançado por meio de um pequeno número de alianças em constante mudança disputando o poder, o que culminou nas Guerras Mundiais do início do século XX.

## História

### Antiguidade até as Cruzadas
O surgimento das cidades-estado (polis) na Grécia Antiga marca o início da Antiguidade clássica. As duas cidades gregas mais importantes, a Atenas democrática jônica e a Esparta aristocrática dórica, lideraram a bem-sucedida defesa da Grécia contra os persas invasores vindos do leste, mas depois entraram em conflito entre si pela supremacia na Guerra do Peloponeso. O Reino da Macedônia aproveitou-se da instabilidade seguinte e estabeleceu um domínio único sobre a Grécia. O desejo de formar uma monarquia universal levou Alexandre, o Grande a anexar todo o Império Persa e iniciar a helenização das possessões macedônias. Com sua morte em 323 a.C., seu reinado foi dividido entre seus sucessores, formando diversos reinos helenísticos.
O Império Romano expandiu-se por toda a Itália nesse mesmo período e, em seguida, tornou-se proeminente no Mediterrâneo ocidental e oriental por meio das Guerras Púnicas e Guerras Macedônicas, mas foi abalado por uma crise política secular. Nesse ínterim, a popularidade e riqueza dos generais romanos aumentou consideravelmente: notavelmente, Júlio César tornou-se célebre ao projetar o poder militar romano ao norte dos Alpes para a Gália, ao leste do Rio Reno para a Germânia, e através do Canal da Mancha para a Britânia. Um grupo de senadores, temendo seu título de ditador perpétuo, o assassinou nos Idos de março de 44 a.C. O filho adotivo de César, Otaviano Augusto, derrotou os assassinos de seu pai e tornou-se o primeiro Imperador romano (Princeps) em 27 a.C.
O Império Romano atingiu seu auge durante a Pax Romana, estagnou durante a crise do século III d.C. e acabou sendo dividido entre o Ocidente latino e o Oriente grego. Ambas as partes abandonaram o politeísmo pagão para tolerar o cristianismo monoteísta e finalmente o tornaram religião oficial do Estado com o Édito de Tessalônica. O Ocidente colapsou por volta de 476, após séculos de ataques por povos germânicos e eslavos, com diversos reinos bárbaros sendo formados em seu antigo território. O Oriente continuou a ser governado pelo Império Bizantino por mais mil anos.
Dentre os reinos sucessores no Ocidente, o dos Francos foi o maior, e sob Carlos Magno conseguiu unir a maior parte da atual França, Alemanha, Suíça, Áustria, Países Baixos e Itália sob um único governo: ele foi coroado Imperador do Sacro Império Romano-Germânico no dia de Natal do ano 800 pelo Papa Leão III. Enquanto isso, a Península Ibérica caiu sob domínio muçulmano. O início da Reconquista cristã é tradicionalmente datado da Batalha de Covadonga (718 ou 722), quando um exército do Reino das Astúrias obteve a primeira vitória cristã contra as forças do Califado Omíada desde o início da invasão. Seu auge veio em 1492 com a queda do reino nasrida de Granada diante da Coroa unificada de Fernando II de Aragão e Isabel I de Castela.
O imperador germânico (Imperador do Sacro Império Romano-Germânico) e o Papa em Roma passaram a ser considerados os poderes universais da Europa, mas entraram em conflito durante a Querela das Investiduras e as disputas entre guelfos e gibelinos. Sua rivalidade possibilitou o surgimento das cidades-estado italianas autônomas e de uma monarquia feudal independente na França sob a Casa de Capeto. No mesmo período, ocorreram as invasões normandas, com a conquista normanda da Inglaterra em 1066 e a fundação do Reino da Sicília em 1130. Com a Terra Santa sob domínio islâmico e o Império Bizantino buscando ajuda contra os turcos, o papa iniciou as cruzadas para tentar restaurar a unidade cristã após o Cisma do Oriente com a Igreja Ortodoxa.
A maioria das cruzadas não atingiu seus objetivos, mas algumas tiveram profundo impacto político e econômico na Europa: a Primeira Cruzada (1099) reabriu rotas comerciais no Mediterrâneo e deu início à revolução comercial; a Quarta Cruzada (1204) resultou na formação do Império Marítimo Veneziano; e a Sexta Cruzada (1228) levou Frederico II, herdeiro do Reino da Sicília e do Sacro Império Romano-Germânico, a tornar-se temporariamente Rei de Jerusalém. Ao mesmo tempo, ocorria a formação dos reinos de Portugal, Castela e Aragão na Península Ibérica. Grande parte da nobreza francesa participou das cruzadas sob a liderança de seu rei, o que favoreceu a formação de uma monarquia centralizada na França. A ascensão da França medieval começou com a Batalha de Bouvines (1214) e o Papado de Avinhão (1309), mas terminou com a eclosão da Guerra dos Cem Anos (1337) com a Inglaterra e o retorno do papado a Roma (1378). Após a recuperação da Peste Negra, o ourives Johannes Gutenberg inventou a imprensa de tipos móveis, iniciando a Revolução da Imprensa. Um Renascimento artístico e científico começou na Itália e espalhou-se pelo continente.

### Cruzadas até Vestfália
Portugal formou o primeiro império colonial europeu em 1415 com a conquista de Ceuta. Em 1453, os franceses expulsaram os ingleses de seu território, e os turcos otomanos conquistaram Constantinopla, iniciando o domínio do Império Otomano na Europa. No final do século XV, após o casamento de Isabel I de Castela e Fernando II de Aragão, a Espanha foi unificada dinasticamente e a Reconquista concluída com sucesso. Portugal e Espanha, seguidos por França e Inglaterra, deram início à Era dos Descobrimentos.
Durante o início do século XVI, França e a Casa de Habsburgo entraram em conflito nas Guerras Italianas. Em 1519, Carlos V, Sacro Imperador Romano-Germânico, já Duque da Borgonha, Rei da Espanha e Arquiduque da Áustria, tornou-se Imperador do Sacro Império. Após a derrota na Batalha de Pavia, Francisco I de França aliou-se ao muçulmano sultão otomano Suleimão, o Magnífico. Após a anexação do Império Asteca e da conquista dos incas, Carlos utilizou o ouro e prata vindos das Américas para financiar a defesa de seus territórios germânicos contra o Império Otomano (Cerco de Viena (1529)) e de seus domínios italianos contra a França (Batalha de Pavia). Em resposta, Estados europeus rivais sancionaram corsários para atacar navios espanhóis e portugueses carregados de ouro e prata, especialmente no Caribe.
Carlos V acabou concedendo a Paz de Augsburgo e abdicou de seu projeto multinacional em 1556, dividindo seus domínios entre os Habsburgos espanhóis, liderados por seu filho Filipe II de Espanha, e os Habsburgos austríacos, liderados por seu irmão Fernando. Fernando já era Arquiduque da Áustria desde 1521 e havia sido designado sucessor imperial desde a Eleição imperial de 1531.
O papado lançou a Contrarreforma em uma tentativa de conter o avanço do protestantismo e a expansão otomana. Apesar de alguns sucessos, como a Batalha de Lepanto (1571) e o Cerco de Paris (1590), a Guerra Anglo-Espanhola (1585–1604) e a Longa Guerra Turca colocaram em xeque as ambições católicas. Por fim, o papado perdeu prestígio e influência com a eclosão da Guerra dos Trinta Anos (1618–1648), quando a França católica aliou-se a nações protestantes para derrotar a aliança dos Habsburgos. A Guerra dos Trinta Anos foi um dos conflitos mais longos e destrutivos da história europeia. Lutada principalmente na Europa Central, estima-se que entre 4,5 e 8 milhões de pessoas, entre civis e soldados, tenham morrido em decorrência de batalhas, fome e doenças, com algumas áreas da atual Alemanha sofrendo declínios populacionais superiores a 50%.
Conflitos relacionados incluem a Guerra dos Oitenta Anos, a Guerra da Sucessão de Mântua, a Guerra Franco-Espanhola (1635–1659), a Guerra Luso-Holandesa e a Guerra da Restauração Portuguesa. Muitos Estados protestantes também vivenciaram uma era de ouro: os Países Baixos recém-independentes formaram a Companhia Holandesa das Índias Orientais na Indonésia; a Suécia formou um império no norte da Europa; e a Inglaterra deu início à colonização inglesa das Américas.
Pelo Tratado de Vestfália, que encerrou a Guerra dos Trinta Anos, o Sacro Império Romano-Germânico tornou-se uma entidade mais descentralizada, permitindo que Estados como Brandemburgo-Prússia (que também possuía terras fora do império) conduzissem sua própria política externa independentemente do imperador austríaco. Os Habsburgos austríacos também controlavam territórios fora do império. Foi a França de Luís XIV que assumiu o status de principal potência continental dos Habsburgos, graças ao Tratado de Vestfália e ao Tratado dos Pirenéus.

### Quadrilha dos Estados
Nos séculos XVI e XVII, a política externa da Inglaterra e da República Holandesa visava impedir a criação de uma monarquia universal na Europa, o que muitos acreditavam que França ou Espanha poderiam tentar estabelecer. Para manter o equilíbrio de poder, ingleses e holandeses formaram alianças com outros Estados — incluindo Portugal e o Sacro Império Romano-Germânico — para conter a ameaça percebida. Essas Grandes Alianças alcançaram seu ápice nas guerras contra Luís XIV e Luís XV de França.
No século XVIII, isso levou à chamada quadrilha dos Estados, com as principais potências europeias da época — Áustria, Prússia, Grã-Bretanha e França — mudando de alianças várias vezes para evitar a hegemonia de uma única nação ou aliança. Diversas guerras surgiram, ao menos em parte, do desejo de manter esse equilíbrio, incluindo a Guerra da Sucessão Espanhola, a Guerra da Sucessão Austríaca, a Guerra dos Sete Anos, a Guerra da Sucessão da Baviera e as Guerras Napoleônicas. Após o sucesso britânico na Guerra dos Sete Anos, quando foi aliada da Prússia, muitos dos demais Estados começaram a ver a Grã-Bretanha como uma ameaça maior do que a França. Vários países, especialmente a França, participaram da Guerra de Independência dos Estados Unidos com o objetivo de reverter a crescente força britânica, garantindo a independência das Treze Colônias da América Britânica.

### Século XIX

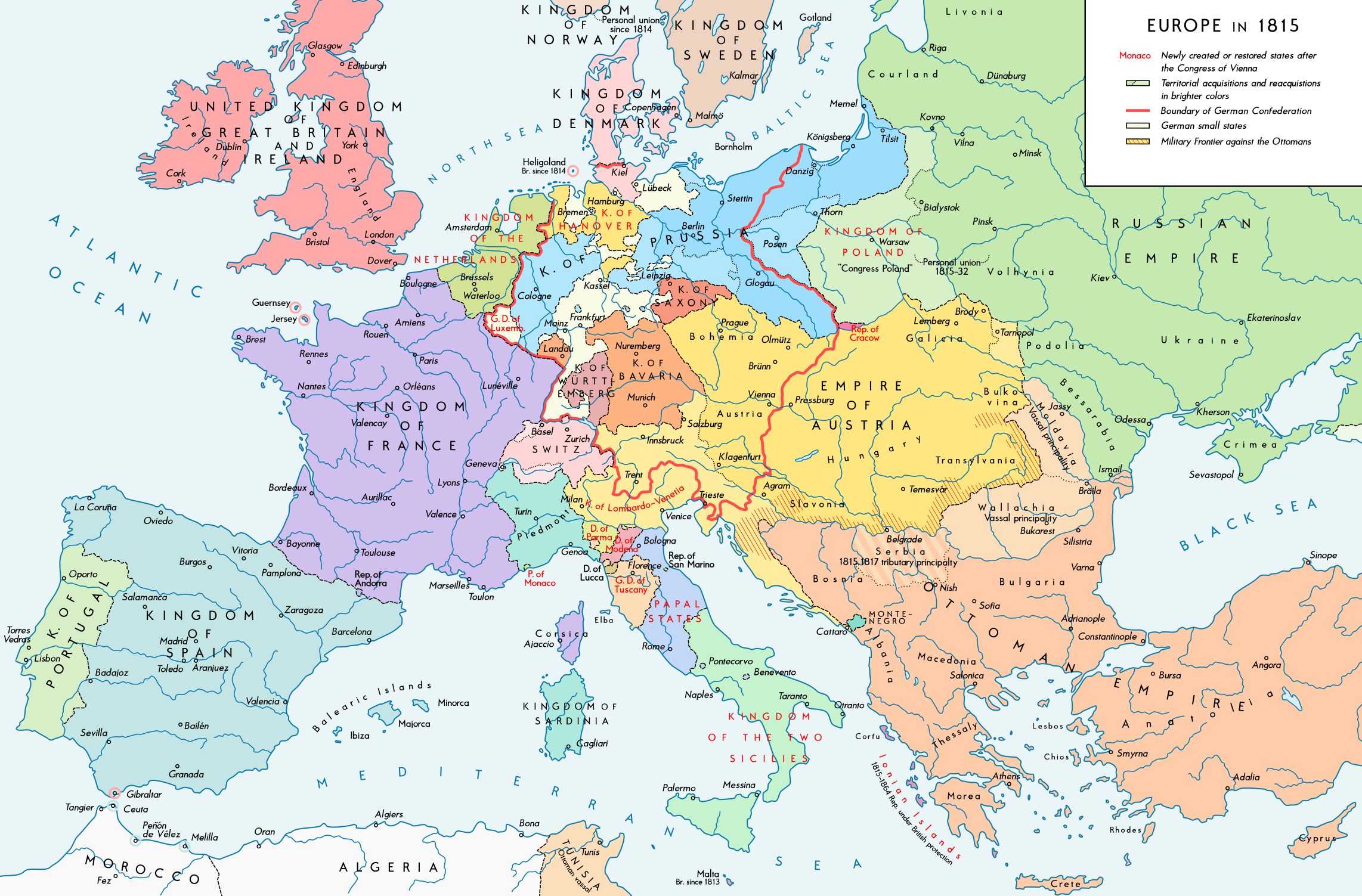
As fronteiras nacionais dentro da Europa estabelecidas pelo Congresso de Viena

Após o fim das Guerras Napoleônicas, durante as quais a França controlou direta ou indiretamente grande parte da Europa (com exceção da Rússia), e o Sacro Império foi dissolvido, o Concerto da Europa tentou manter o equilíbrio de poder. As fronteiras territoriais acordadas pelas potências vitoriosas (Prússia, Áustria, Rússia e Grã-Bretanha) no Congresso de Viena em 1815 foram mantidas e, ainda mais importante, houve uma aceitação do princípio de equilíbrio sem agressões significativas.
Entretanto, o sistema de congressos falhou, segundo o historiador Roy Bridge, já em 1823. Em 1818, os britânicos decidiram não se envolver em questões continentais que não os afetassem diretamente. Rejeitaram o plano do czar Alexandre I de suprimir futuras revoluções. O sistema do Concerto se desfez à medida que os objetivos comuns das grandes potências foram substituídos por rivalidades políticas e econômicas. Artz afirma que o Congresso de Verona.

### Guerras Mundiais

Conexões militares e diplomáticas formais e informais em 1914
Tríplice Entente
Tríplice Aliança

Após 1890, o imperador alemão Kaiser Guilherme II adotou uma política imperialista de Weltpolitik ("política mundial") para aumentar a influência e o controle do império no mundo. As novas alianças formadas revelaram-se frágeis, o que acabou desencadeando a Primeira Guerra Mundial em 1914, com Alemanha e Áustria-Hungria de um lado e Grã-Bretanha, França, Itália e Rússia (até 1917) do outro.
Um dos objetivos do Tratado de Versalhes, o principal tratado pós-Primeira Guerra Mundial, era abolir o conceito de 'balança de poder' e substituí-lo pela Liga das Nações (global) e pela formação de países com base, em grande parte, na etnicidade (embora a Áustria, contendo apenas terras de língua alemã, e áreas germânicas da atual Tchéquia não tenham sido autorizadas a unir-se à Alemanha).
Essa ideia fracassou quando a Europa se dividiu em três blocos principais nas décadas de 1920 e 1930: os Estados de democracia liberal liderados pelo Reino Unido e França, os Estados comunistas liderados pela União Soviética, e os nacionalistas autoritários liderados pela Alemanha e pela Itália fascista. O fracasso dos Estados democráticos em impedir o avanço da Alemanha nazista levou à eclosão da Segunda Guerra Mundial, que resultou em uma aliança temporária entre o Reino Unido e a União Soviética.
O Reino Unido não condenou a invasão soviética da Polônia em 1939, mas declarou guerra à Alemanha. Mais tarde, aliou-se à União Soviética contra a Alemanha após a Operação Barbarossa.

### Pós-Segunda Guerra: período da Guerra Fria
Durante o período pós-Segunda Guerra Mundial, os Aliados dividiram-se em dois blocos, e emergiu uma nova balança de poder entre o Bloco Oriental (afiliado à União Soviética e às nações socialistas da Europa Central e Oriental, Ásia Central e Cáucaso) e o Bloco Ocidental (afiliado às democracias ocidentais, particularmente França, Estados Unidos e Reino Unido), além de países não alinhados, como Irlanda, Suécia, Suíça, Áustria e Iugoslávia.
As terras alemãs foram divididas entre esses blocos, formando a Alemanha Oriental e a Alemanha Ocidental, até a reunificação em 1989. A maioria dos países do Bloco Ocidental uniu-se sob a aliança militar da OTAN, enquanto os países do Bloco Oriental formaram o Pacto de Varsóvia.
O primeiro Secretário-geral da OTAN, o britânico Hastings Ismay, 1º Barão Ismay, afirmou que o objetivo da organização era "manter os soviéticos fora, os americanos dentro e os alemães sob controle".

### Era pós-Guerra Fria

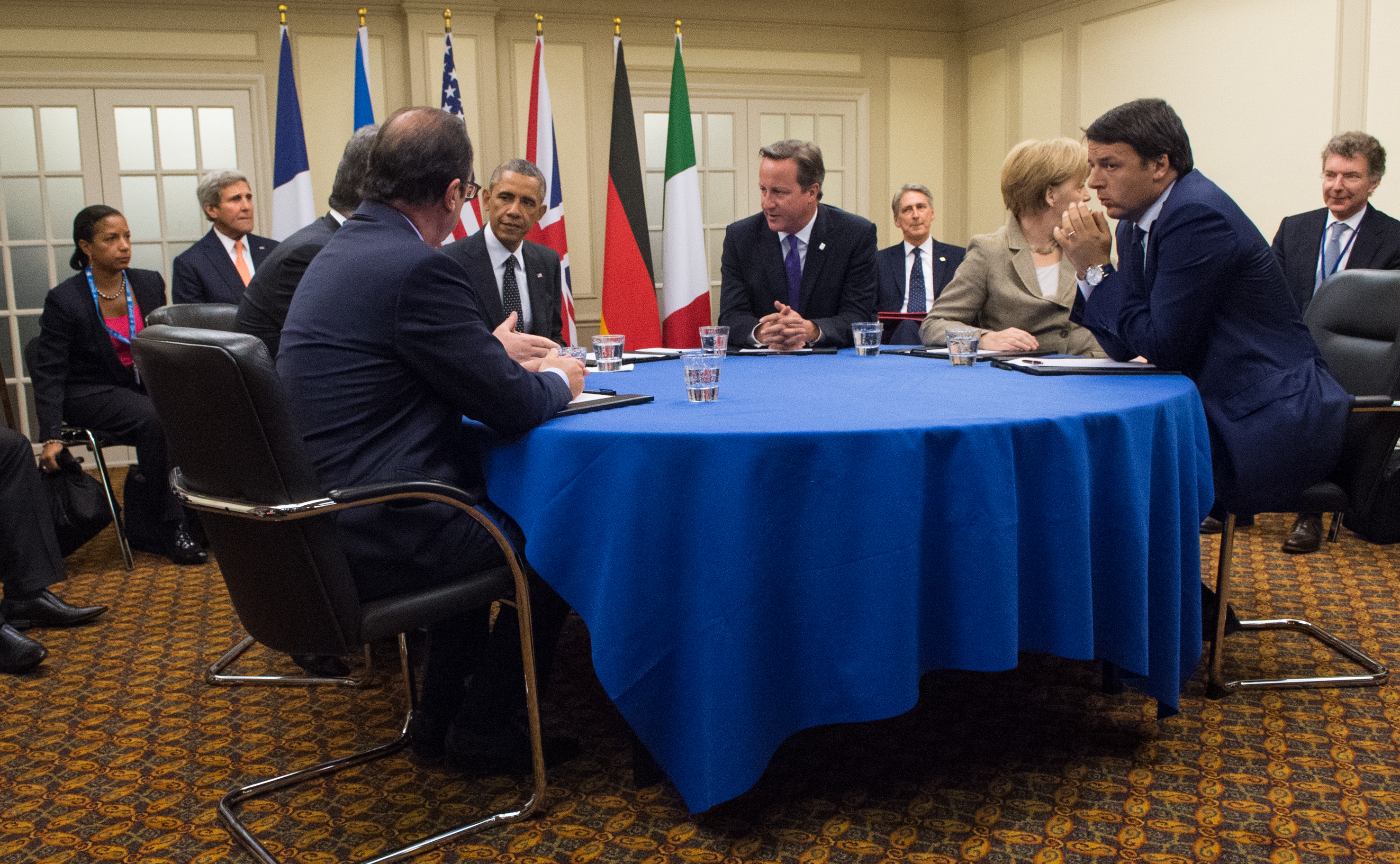
Líderes do Quinteto da OTAN em reunião com Petro Poroshenko sobre a Guerra Russo-Ucraniana

Os três países mais poderosos da União Europeia — França, Itália e Alemanha — junto ao Reino Unido, eram chamados de os Quatro Grandes da Europa Ocidental. Eles são potências europeias e os únicos países da UE representados individualmente como membros plenos do G7, G8 e G20. O Quinteto da OTAN é formado pelos Estados Unidos e os Quatro Grandes. O termo G4 é usado especialmente (embora não exclusivamente) para descrever reuniões de líderes dessas quatro nações. O termo Três da UE (ou G-3) foi utilizado para descrever o agrupamento de ministros das Relações Exteriores de França, Reino Unido (na época ainda membro da União Europeia) e Alemanha (reunificada) durante as negociações do acordo nuclear iraniano. Por outro lado, o agrupamento de ministros do Interior que inclui Espanha e Polônia é conhecido como G6. A Alemanha (com a maior economia da Europa) costuma ser considerada a líder econômica da UE, especialmente durante a crise da dívida soberana europeia, enquanto França e Reino Unido (ambos membros permanentes do Conselho de Segurança da ONU) lideram questões de defesa e política externa, como a intervenção militar na Líbia em 2011. Isso representa, em certa medida, um equilíbrio de liderança no Ocidente europeu. Como esse equilíbrio mudará após o Brexit, iniciado com o referendo de 2016 e concluído com a saída do Reino Unido da UE em 2020, ainda é uma questão em aberto. Ainda existe um equilíbrio estratégico mais amplo entre o Ocidente e a (agora) Rússia, embora a linha divisória entre ambos tenha se deslocado para leste desde o colapso da União Soviética, com muitos antigos países comunistas da Europa Central tendo aderido à UE e à OTAN.